# Список дворянских родов, внесённых в Гербовник дворянских родов Царства Польского
| # А Б В Г Д Е Ё Ж З И К Л М Н О П Р С Т У Ф Х Ц Ч Ш Щ Э Ю Я |

## А
- Абламовичи герба Габданк (II,108)
- Абрамовичи герба Габданк (II,108)
- Адамовские герба Ястршембец (II,148)
- Адамские герба Ястршембец (II,148)
- Азулевич (I,42)
- Аксамитовские герба Гриф (II,79)
- Александровичи (графский род) (I, 5); (I,39)
- Анквичи герба Габданк (II,108)
- Антоновичи герба Андро-де-Бюи (I,40)
- Апановичи герба Гоздава (II,57)
- Аркушевские герба Ястршембец (II,148)
- Ахматовичи герба Ахмат (I,36)

## Б
- Бадовские герба Долива (I,152)
- Бакаловичи (I,44)
- Балинские герба Ястршембец (II,148)
- Барвинские герба Ахингер (I,35)
- Бардзинские герба Габданк (II,108)
- Баржиковские герба Ясенчик (II,141)
- Бартольды герба Гржимала 2 (II,100)
- Бартошевские герба Ястршембец (II,148)
- Барциковские герба Ясенчик (II,141)
- Баччиарелли (I,43)
- Белдовские герба Ястршембец (II,148)
- Белковские герба Ястршембец (II,148)
- Бельские герба Ясенчик (II,141)
- Беляки (I,65)
- Бемы герба Бем (I,58)
- Бёмы герба Бем (I,58)
- Бенские герба Ястршембец (II,148)
- Беренсы (I,59)
- Бержинские герба Ястршембец (II,148)
- Бернсдорфы (I,60)
- Берские герба Берсин (I,194)
- Бетхер герба Цёс (I,206)
- Бетхеры герба Баржта (I,45)
- Бечковичи герба Бечка (I,47)
- Бзицкие герба Циолек (I,132)
- Бабинские герба Бойча (I,69)
- Бобровницкие герба Долива (I,152)
- Бобровские герба Ястршембец (II,148)
- Бобровские (графский род) (I, 7)
- Бобровские герба Бобр 1 (I,199)
- Бобровские герба Бобр 2 (I,200)
- Бобры герба Гриф (II,79)
- Богатки герба Допомян (I,217)
- Богуславские герба Ястршембец (II,148)
- Бонецкие герба Боньча (I,72)
- Бонковские герба Гриф (II,79)
- Бонтани (I,87)
- Боньковские герба Бродзиц (I,100)
- Боравские герба Бойча (I,69)
- Боржимы герба Белина (I,49)
- Борисовичи герба Дрыя (I,179)
- Боркевич (I,88)
- Борманы (I,89)
- Боровские герба Габданк (II,108)
- Боровские герба Ястршембец (II,148)
- Бородзичи герба Бродзиц (I,100)
- Борские (I,90)
- Боские герба Ясенчик (II,141)
- Бочарские герба Дембно (I,150)
- Бочковские герба Гоздава (II,57)
- Брезы (I,95)
- Бржезинские герба Долива (I,152)
- Бржезинские герба Годзислав-Гриф (II,207)
- Бржезинские герба Двойгриф (I,222)
- Бржехвы герба Ястршембец (II,148)
- Бржозовские герба Белина (I,49)
- Бржозовские герба Гоздава (II,57)
- Бржостовские герба Боньча (I,72)
- Бржостовские (графский род) (I, 8)
- Бринкены (I,96)
- Брониковские герба Брониковские или Осенк (I,105)
- Брудницкие герба Ястршембец (II,148)
- Бруевичи герба Боньча
- Брунвей герба Беневец (I,196)
- Брыкчинские герба Гвяздзич (II,107)
- Будзинские герба Домброва (I,141)
- Будзишевские герба Габданк (II,108)
- Будзишевские герба Гржимала (II,91)
- Будзищевские герба Будзислав (I,204)
- Будкевичи герба Ястршембец (II,148)
- Будные герба Ястршембец (II,148)
- Буковецкие герба Дрогослав (I,176)
- Буковинские герба Дрогослав (I,176)
- Буковские герба Боньча (I,72)
- Буковские герба Ястршембец (II,148)
- Булгарины герба Булат (I,109)
- Бургард (I,110)
- Бурковские герба Боньча (I,72)
- Бурские герба Ясенчик (II,141)
- Бутлер (I,111)
- Буховецкие герба Дрогослав 2 (I,178)
- Буяльские герба Косцеша (III,49)
- Быковские герба Гриф (II,79)
- Бышевские герба Ястршембец (II,148)
- Бялковские герба Биберштейн (I,64)
- Бялоблоцкие герба Бялыня (I,62)
- Бялобржеские герба Габданк (II,108)
- Бяловейские герба Ястршембец (II,148)
- Бялопётровичи герба Габданк (II,108)
- Бялоскурские герба Габданк (II,108)
- Бялоскурские герба Габданк 3 (II,121)

## В
- Вавровские герба Ястршембец (II,148)
- Важинские герба Габданк (II,108)
- Валантен д'Отрив герба д’Отрив (II,126)
- Валевские (графский род) (I, 22)
- Василевские герба Држевица (I,182)
- Васьневские герба Боньча (I,72)
- Ватрашевские герба Габданк (II,108)
- Вевюровские герба Гржимала (II,91)
- Вейхерт герба Дотршима (I,174)
- Велиновичи герба Ястршембец 9 (II,194)
- Вельгорские (графский род) (I, 24)
- Вельгурские герба Гржимала (II,91)
- Вельке герба Геленец (II,213)
- Венгерские герба Белина (I,49)
- Венглинские герба Годзьмба(II,50)
- Венсерские герба Белина 2 (I,55)
- Верецкие герба Гржимала (II,91)
- Вержбенты герба Янина (II,137)
- Вержбицкие герба Гриф (II,79)
- Вержбицкие герба Ястршембец (II,148)
- Вержбовские герба Ястршембец (II,148)
- Верцёховские герба Белина (I,49)
- Вершхлейские герба Берштен 2 (I,61)
- Вечорковские герба Божездарж (I,94)
- Вещицкие герба Гржимала (II,91)
- Вздульские герба Ястршембец (II,148)
- Витуские герба Гоздава (II,57)
- Влодковские герба Долива (I,152)
- Влостовские герба Циолек (I,132)
- Влоцкие герба Гроты (II,78)
- Водзинские (Водзынские) герба Ястршембец (II,148)
- Водзицкие (графский род) (I, 25)
- Воеводские герба Габданк (II,108)
- Возницкие герба Циолек (I,132)
- Войде герба Доброрад (I,215)
- Войдзбуны (Войзбуны) герба Гржимала (II,91)
- Войчинские герба Габданк (II,108)
- Волловичи (графский род) (I, 27)
- Волловичи герба Богория (I,67)
- Воловские герба Бавол (I,193)
- Вольские герба Ястршембец (II,148)
- Вонгровские герба Белина (I,49)
- Вондолковские герба Грабе (II,70)
- Вондолковские герба Ястршембец (II,148)
- Воринские герба Грабе (II,70)
- Восинские герба Бродзиц (I,100)
- Воюцкие герба Будзиш или Папарона (I,107)
- Вояковские герба Брохвич 2 (I,97)
- Вржоски герба Долэнга (I,159)
- Врочинские герба Бродзиц (I,100)
- Встовские герба Бодула (I,66)
- Выдзги герба Ястршембец (II,148)
- Выковские герба Ястршембец (II,148)
- Высоцкие герба Годзьмба(II,50)
- Высоцкие герба Дрыя (I,179)
- Выховские герба Габданк (II,108)

## Г
- Габихи (II,122)
- Гагенмейстеры герба Гаген (II,123)
- де Гайдес герба Гендерих (II,37)
- Галеры герба Галера (герб) (II,34)
- Гарабурда герба Габданк (II,108)
- Гардоцкие герба Яцына (II,134)
- Гарчинские герба Гарчинские (II,35)
- Гаршинские герба Горавин (II,208)
- Гассельквист (II,124)
- Гауке герба Босак (I,91)
- Гашинские герба Ястршембец (II,148)
- Гевелли герба Гербурт (II,128)
- Гейбовичи герба Гербурт (II,128)
- Геймеры герба Геймер (II,215)
- Гейшторы герба Гейштор (II,41)
- Гембаржевские герба Габданк (II,108)
- Генке герба Грабовец (II,209)
- Геппен (II,127)
- Гепперт (II,38)
- Гержинские герба Геральд (II,42)
- Гертики герба Гржимала 4 (II,102)
- Гершты герба Гершт (II,43)
- Гзовские герба Грабе (II,70)
- Гибасевичи герба Гейш (II,39)
- Гигерсбергер (II,131)
- Гижицкие герба Гоздава (II,57)
- Гизинские герба Долэнга (I,159)
- Гинч герба Чара (I,207)
- Гинчи герба Дзялоша (I,187)
- Гирецкие герба Долэнга (I,159)
- Гладыши герба Гриф (II,79)
- Глинские герба Ястршембец (II,148)
- Глинские (II,47)
- Глищинские герба Ястршембец 7 (II,192)
- Глуские герба Циолек (I,132)
- Глушинские герба Долабендзь (I,216)
- Глэмбоцкие герба Долива (I,152)
- Гневковские герба Холева (I,119)
- Гняздовские герба Гняздова (II,206)
- Годлевские герба Гоздава (II,57)
- Гойские герба Долива (I,152)
- Голаские (Голавские) герба Ястршембец (II,148)
- Гологовские герба Гржимала (II,91)
- Гольдтманы герба Бискупец (I,197)
- Голэмбевские (Голэмбёвские) (Голумбовские) герба Гоздава (II,57)
- Голянские герба Ястршембец (II,148)
- Гоневские герба Глаубич (II,46)
- Гонсецкие герба Божаволя (I,92)
- Гонсовские герба Гарчинские (II,35)
- Гонсовские герба Гржимала (II,91)
- Гордоны герба Гордон (II,56)
- Гордоны герба Быдант (I,113)
- Горецкие герба Ястршембец (II,148)
- Горох (баронский род) (II,21)
- Горчицкие герба Ястршембец (II,148)
- Гослицкие герба Гржимала (II,91)
- Гоствицкие герба Одровонж
- Гостковские герба Гоздава (II,57)
- Гостынские герба Грызима (II,89)
- Госцимские герба Грабе (II,70)
- Готье (дворянский род) герба Божидар (I,202)
- Грабковские герба Ястршембец (II,148)
- Грабовецкие герба Гржимала (II,91)
- Грабовские герба Гржимала (II,91)
- Грабовские герба Долэнга (I,159)
- Грабовские герба Ястршембец (II,148)
- Грабские герба Долэнга (I,159)
- Гранвилл-Маллетские герба Бастион (I,46)
- Грембецкие герба Ястршембец 6 (II,191)
- Гржибовские (II,90)
- Грживинские (II,160)
- Гржималы герба Гржимала (II,91)
- Гробановские герба Гриф (II,79)
- Гродецкий (II,76)
- Гродзицкие герба Гриф (II,79)
- Гродские герба Белина (I,49)
- Гротус (II,77)
- Гроховские герба Боньча (I,72)
- Грудницкие герба Ястршембец (II,148)
- Гулинские герба Боньча (I,72)
- Гольчи герба Гульч (II,105)
- Гумницкие герба Гоздава (II,57)
- Гуровские (графский род) (I, 10)
- Гурские герба Божаволя (I,92)
- Гурские герба Долива (I,152)
- Гутаковские герба Гутаг (II,106)
- Гутовские герба Циолек (I,132)
- Гуховские герба Ястршембец (II,148)

## Д
- Даменцкие герба Домброва (I,141)
- Дангель (I,139)
- Данелецкие герба Дангель 2 (I,140)
- Данельские герба Данель (I,209)
- Данишевские герба Холева (I,119)
- Деболи (I,149)
- Делагранж (де Ла Гранж) (II,74)
- Дембицкие герба Гриф (II,79)
- Дескуры герба Гура Злотоскалистая (II,55)
- Дзевановские герба Ястршембец (II,148)
- Дзевульские герба Дзюли (I,190)
- Дзедзицкие герба Долэнга (I,159)
- Дзезицкие герба Долэнга (I,159)
- Дзенгелевские герба Ястршембец (II,148)
- Дзенцельские герба Ястршембец (II,148)
- Дзержановские герба Гоздава (II,57)
- Дзержановские герба Гржимала (II,91)
- Дзержговские герба Ястршембец (II,148)
- Дзизинские герба Гржимала (II,91)
- Дзюбинские герба Долэнга (I,159)
- Дзянковские герба Ястршембец (II,148)
- Дидковские герба Трубы
- Длуголэнцкие герба Гржимала (II,91)
- Добецкие герба Гржимала (II,91)
- Добкевичи герба Гейштор (II,41)
- Добки герба Гриф (II,79)
- Добошинские герба Габданк (II,108)
- Добровольские герба Долива (I,152)
- Добровольские герба Држевица (I,182)
- Добросельские герба Холева (I,119)
- Добрские герба Ястршембец (II,148)
- Добруцкие герба Долива
- Довгяловичи герба Габданк (II,108)
- Доливы герба Долива (I,152)
- Долэнговские герба Долэнга (I,159)
- Домагальские герба Боньча (I,72)
- Домарадские герба Ястршембец (II,148)
- Домашевские герба Ястршембец (II,148)
- Домашковские герба Гржимала (II,91)
- Домбровичи герба Домброва (I,141)
- Домбровские герба Долэнга (I,159)
- Домбровские герба Домброва (I,141)
- Домбровские герба Ястршембец (II,148)
- Домбровские герба Домбровский (I,148)
- Домбские герба Годзьмба(II,50)
- Дроздовские герба Ястршембец (II,148)
- Дронговские герба Ястршембец (II,148)
- Дулембы герба Алябанда (I,37)
- Дуниковские герба Габданк (II,108)
- Духновские герба Држевица (I,182)
- Душинские герба Душек (I,186)
- Дыбовские герба Бродзиц (I,100)

## Е
- Ежевские герба Ястршембец (II,148)
- Езерские (графский род) (I, 11)
- Елиашевичи герба Гейш (II,39)
- Ельзановские (II,27)
- Ержмановские герба Долэнга (I,159)

## Ж
- Жбиковские герба Гржимала (II,91)
- Жбиковские герба Гржимала 5 (II,103)
- Жебровские герба Ясенчик (II,141)
- Желенские герба Циолек (I,132)
- Желеховские герба Циолек (I,132)
- Жельковские герба Домброва (I,141)
- Жельские герба Долэнга (I,159)
- Желязовские герба Ястршембец (II,148)
- Жеромские герба Гриф (II,79)
- Жилинские герба Циолек (I,132)
- Жимирские герба Ястршембец (II,148)
- Жоховские герба Бродзиц (I,100)
- Жуковские герба Ястршембец (II,148)
- Жулинские герба Циолек (I,132)
- Жулковские герба Ястршембец (II,148)

## З
- Заборовские герба Гржимала (II,91)
- Завадские герба Бродзиц (I,100)
- Завидские герба Ястршембец (II,148)
- Завистовские герба Ястршембец (II,148)
- Зайончковские герба Држевица (I,182)
- Закржевские герба Богория (I,67)
- Закроцкие герба Холева (I,119)
- Закршевские герба Гриф (II,79)
- Закршевские герба Долива (I,152)
- Закршевские герба Долэнга (I,159)
- Закршевские герба Ястршембец (II,148)
- Залевские герба Ястршембец (II,148)
- Залеские герба Долэнга (I,159)
- Залеские герба Хомонто (I,127)
- Зальские герба Годзьмба(II,50)
- Замойские (графский род) (I, 28)
- Заруские герба Грабе (II,70)
- Заярские герба Остоя (2013,26 с.)
- Захаркевичи герба Бродзиц (I,100)
- Збержховские герба Гржимала (II,91)
- Зберовские герба Ястршембец (II,148)
- Збоинские (графский род) (I, 30)
- Зборовские герба Ястршембец (II,148)
- Зброские герба Ясенчик (II,141)
- Зверковские герба Белты (I,57)
- Здановские герба Белина (I,49)
- Здзярские герба Гоздава (II,57)
- Зеленевские герба Долэнга (I,159)
- Зелёнки герба Ястршембец 11 (II,196)
- Зелинские герба Гржимала (II,91)
- Зелинские герба Долива (I,152)
- Зелинские герба Циолек (I,132)
- Зелинские герба Ястршембчик (II,219)
- Зембржуские герба Долива (I,152)
- Зимнохи герба Боньча (I,72)
- Знамеровские герба Гриф (II,79)
- Знатовичи герба Гржимала 2 (II,100)
- Зыжневские герба Бялыня (I,62)
- Зыржинские герба Янина (II,137)

## И
- Идзковские герба Ястршембец (II,148)
- Ижицике герба Боньча (I,72)
- Ике герба Дуниновский (I,220)
- Ихнатовские герба Ахингер (I,35)

## К
- Кавецкие герба Гоздава (II,57)
- Кадлубовские герба Белина (I,49)
- Казафранки де Сент-Пол герба Казафранка (I,116)
- Казимерские герба Биберштейн (I,64)
- Калицкие герба Долэнга (I,159)
- Каменские герба Ястршембец (II,148)
- Каменские (Каминские) герба Долэнга (I,159)
- Каминские герба Холева (I,119)
- Кампиони (I,114)
- Капицы герба Ястршембец 2 (II,187)
- Караси герба Домброва (I,141)
- Карасинские герба Домброва (I,141)
- Карговские герба Боньча (I,72)
- Карневские герба Домброва (I,141)
- Кароси (I,115)
- Карские герба Ястршембец (II,148)
- Карсницкие герба Ястршембец (II,148)
- Карчевские герба Ясенчик (II,141)
- де Кастелляти герба Дзянотт (I,189)
- Каулберши герба Язгарек (II,197)
- Квасеборские герба Холева (I,119)
- Квасковские герба Богория (I,67)
- Квецинские герба Гриф (II,79)
- Квилецкие (графский род) (I, 20)
- Квятковские герба Гриф (II,79)
- Квятковские герба Ястршембец (II,148)
- Келчевские герба Габданк (II,108)
- Киверские герба Ястршембец (II,148)
- Кицинские (графский род) (I, 13)
- Кицкие герба Гоздава (II,57)
- Клечковские герба Холева (I,119)
- Клепацкие герба Трубы (герб) (XI, 218)
- Климашевские герба Ястршембец (II,148)
- Клиховские герба Долива (I,152)
- Клюковские герба Ясенчик (II,141)
- Клюшевские герба Ясенчик (II,141)
- Клямборовские герба Ястршембец (II,148)
- Кобоски герба Гисса (II,45)
- Кобылинские герба Габданк (II,108) и ещё 14 гербов
- Кобылецкие герба Годзьмба(II,50)
- Ковалевские герба Долэнга (I,159)
- Кожуховские герба Долива (I,152)
- Козебродские герба Ястршембец (II,148)
- Козеровские герба Долэнга (I,159)
- Козетульские герба Габданк (II,108)
- Козловские герба Ястршембец (II,148)
- Козловские герба Ястршембец 10 (II,195)
- Колачковские герба Габданк (II,108)
- Коморовские герба Божаволя (I,92)
- Коморовские герба Циолек (I,132)
- Коморовские (графский род) (I, 14)
- Конарские герба Габданк (II,108)
- Конарские герба Гриф (II,79)
- Конопницкие герба Ястршембец (II,148)
- Коржибские герба Габданк (II,108)
- Корибут-Воронецкие (княжеский род) (I, 4)
- Корыцкие герба Циолек (I,132)
- Косковские герба Долэнга (I,159)
- Коссовичи герба Гриф (II,79)
- Коссовские герба Габданк (II,108)
- Коссовские герба Долэнга (I,159)
- Котарские герба Холева (I,119)
- Краевские герба Ясенчик (II,141)
- Крамковские герба Холева (I,119)
- Красинские (графский род) (I, 16)
- Красневские герба Гоздава 3 (II,68)
- Красовские герба Ястршембец (II,148)
- Крассовские-Несторовичи герба Ястршембец (II,148)
- Крашевские герба Ястршембец (II,148)
- Кретковские герба Долэнга (I,159)
- Кретовичи герба Годзьмба(II,50)
- Кретовичи герба Долэнга (I,159)
- Крживинские герба Габданк (II,108)
- Крочинские герба Грабе (II,70)
- Круковецкие (графский род) (I, 18)
- Круликевичи герба Ясенчик (II,141)
- Крушевские герба Габданк (II,108)
- Кршевские герба Боньча (I,72)
- Кршесимовские герба Ястршембец (II,148)
- Кршижановские герба Дембно (I,150)
- Кузничовы герба Бронислав (I,106)
- Кулиговские герба Дрогомир (I,175)
- Куликовские герба Дрогомир (I,175)
- Кульвецы герба Гинвиль и Гиппокентавр (II,44)
- Куницкие герба Боньча (I,72)
- Куржонтковские герба Бродзиц (I,100)
- Кушели герба Дрогослав (I,176)
- Кэндзерские герба Белина(I,49)

## Л
- Лагуны герба Гржимала 6 (II,104)
- Лашевские герба Гржимала (II,91)
- Левандовские герба Долэнга (I,159)
- Левинские герба Брохвич 3 (I,99)
- Левковские герба Трубы (III,64)
- Ледуховские (графский род) (II,1)
- Леманские герба Буковчик (I,108)
- Лепиже герба Громец (II,211)
- Лесинские герба Ястршембец (II,148)
- Лескевичи герба Венява
- Лесневские (Леснёвские) герба Гриф (II,79)
- Леховичи герба Гриф (II,79)
- Лещинские герба Белина (I,49)
- Лещинские герба Габданк (II,108)
- Лиговские герба Ястршембец (II,148)
- Линзенбарт герба Брунн (I,203)
- Липинские герба Бродзиц (I,100)
- Липинские герба Гоздава (II,57)
- Липинские герба Безтрвоги (I,195)
- Липницкие герба Голобок (II,132)
- Липские герба Грабе (II,70)
- Лисецкие герба Дрыя (I,179)
- Лисовские герба Боньча (I,72)
- Лось (графский род) (II,5)
- Лоси герба Домброва (I,141)
- Лоские герба Бродзиц (I,100)
- Лоховские герба Белина (I,49)
- Лубинские (графский род) (II,7)
- Лубковские герба Боньча (I,72)
- Луговские герба Држевица (I,182)
- Лукомские герба Дрыя (I,179)
- Лукоские (Луковские) герба Долэнга (I,159)
- Лысаковские герба Ястршембец (II,148)
- Лэбковские герба Домброва (I,141)
- Лэнские герба Янина (II,137)
- Любанские герба Гржимала 3 (II,101)
- Любенецких (графский род) (II,3)
- Люборадские герба Долэнга (I,159)
- Любятовские герба Гржимала (II,91)
- Лютомирские герба Ястршембец (II,148)
- Лямпарские герба Долэнга (I,159)
- Лянге герба Ценжосил (I,131)
- Лясковские герба Домброва (I,141)
- Лясоцкие герба Долэнга (I,159)

## М
- Магнуские герба Габданк (II,108)
- Маевские герба Ястршембец (II,148)
- Маевские герба Дослуга (I,218)
- Мазовецкие герба Долэнга (I,159)
- Маковецкие герба Долэнга (I,159)
- Макомаские герба Ястршембец (II,148)
- Малаховские (графский род) (II,9)
- Малевские герба Ястршембец (II,148)
- Малечинские герба Ястршембец (II,148)
- Малешевские герба Годзьмба(II,50)
- Малешевские герба Гриф (II,79)
- Малишевские герба Годзьмба(II,50)
- Малковские герба Бомбек (I,71)
- Маловеские герба Гоздава (II,57)
- Малюские герба Ястршембец (II,148)
- Маньковские герба Ястршембец (II,148)
- Марковские герба Боньча (I,72)
- Марцинковские герба Гриф (II,79)
- Маршевские герба Ястршембец (II,148)
- Матчинские герба Ястршембец (II,148)
- Махчинские герба Ястршембец (II,148)
- Мацеёвские герба Циолек (I,132)
- Меленцкие герба Циолек (I,132)
- Мержинские герба Ястршембец (II,148)
- Мерницкие герба Ястршембец (II,148)
- Мерчинские герба Ястршембец 3 (II,188)
- Мечковские герба Боньча (I,72)
- Мигуловские герба Држевица (I,182)
- Микорские (графский род) (II,12)
- Микуличи герба Гоздава (II,57)
- Милевские герба Ястршембец (II,148)
- Милковские герба Габданк (II,108)
- Милодровские герба Холева (I,119)
- Мильжецкие (кавалеры) (II,23)
- Михаловские герба Ясенчик (II,141)
- Михелисы герба Генинг (II,214)
- Мияковские герба Ясенчик (II,141)
- Млицкие герба Долэнга (I,159)
- Млодзяновские герба Домброва (I,141)
- Млокосевичи герба Фуэнджирола (II,205)
- Млоховские герба Белина (I,49)
- Модзелевские герба Боньча (I,72)
- Модзелевские герба Гербурт (II,128)
- Модзелевские герба Гербурт 2 (II,130)
- Модлибовские герба Дрыя (I,179)
- Можаровские герба Лада, герба Донброва и Погоня-3
- Мойковские герба Ястршембец (II,148)
- Мокровские герба Богория (I,67)
- Монкольские герба Гриф (II,79)
- Мончевские герба Бем (I,58)
- Моравские герба Домброва (I,141)
- Моравские герба Домбрувка (I,211)
- Морачевские герба Долива (I,152)
- Морачевские герба Холева (I,119)
- Морхоновичи герба Ястршембец (II,148)
- Моссаковские герба Ястршембец (II,148)
- Мостовские герба Долэнга (I,159)
- Мочульские герба Холева (I,119)
- Мрочкевичи герба Бекеш (I,48)
- Муравские герба Домброва (I,141)
- Мыслинские герба Ястршембец (II,148)
- Мыстковские герба Ястршембец (II,148)
- Мысыровичи герба Ястршембец (II,148)
- Мыцельские герба Долэнга (I,159)
- Мышковские герба Ястршембец (II,148)
- Мэнчковские герба Бялыня (I,62)
- Мясковские герба Боньча 2 (I,84)

## Н
- Налепинские герба Долэнга (I,159)
- Наржимские герба Долэнга (I,159)
- Насты герба Гриф (II,79)
- Невэнгловские герба Ястршембец (II,148)
- Невмержицкие герба Езержа, герба Самсон
- Недабыльские герба Боньча (I,72)
- Немеры (Немиры) герба Гоздава (II,57)
- Немиры герба Ястршембец (II,148)
- Немыские герба Ястршембец 8 (II,193)
- Нестеровичи герба Долэнга (I,159)
- Нециковские герба Гржимала (II,91)
- Нижинские герба Годзьмба(II,50)
- Никлевичи герба Гриф (II,79)
- Ниские герба Долэнга (I,159)
- Новицкие герба Осеки (II,23)
- Нововейские герба Ястршембец (II,148)
- Нововеские герба Ястршембец (II,148)
- Нойшевские герба Бродзиц (I,100)
- Носаржевские герба Долэнга (I,159)

## О
- Обниские герба Ястршембец (II,148)
- Обремские герба Холева (I,119)
- Одеховские герба Габданк (II,108)
- Окуни герба Белина (I,49)
- Оржельские герба Дрыя (I,179)
- Орлевские герба Цылёнткова (I,129)
- Орловские герба Хомонто (I,127)
- Осецкие герба Долэнга (I,159)
- Осецкие герба Ястршембец (II,148)
- Осмольские герба Боньча (I,72)
- Оссовские герба Габданк (II,108)
- Оссовские герба Долэнга (I,159)
- Островицкие герба Долэнга (I,159)
- Островские герба Гржимала (II,91)
- Островские герба Домброво-Кораб (I,212)
- Остршиковские герба Бродзиц (I,100)
- Осуховские герба Гоздава 2 (II,67)
- Отоцкие герба Долэнга (I,159)
- Отфиновские герба Гриф (II,79)
- Охимовские герба Долива (I,152)
- Оченковские герба Гржимала (II,91)

## П
- Павликовские герба Холева (I,119)
- Павловские герба Ястршембец (II,148)
- Панасевичи герба Крыуда
- Папевские герба Гриф (II,79)
- Папроцкие герба Холева (I,119)
- Папроцкие герба Ястршембец (II,148)
- Парасевичи герба Брохвич 2 b (I,98)
- Пацёрковские герба Гриф 2 (II,87)
- Пашевские герба Годзьмба(II,50)
- Пашковичи герба Гроты (II,78)
- Пенкославские герба Габданк (II,108)
- Пентковские герба Ястршембец (II,148)
- Пёнтковские герба Гржимала (II,91)
- Пенчковские герба Гржимала 6 (II,104)
- Пеншинские герба Холева (I,119)
- Пепловские герба Гоздава (II,57)
- Пётровские герба Габданк (II,108)
- Пилецкие герба Циолек (I,132)
- Пилитовские герба Бродзиц (I,100)
- Пильховские герба Ястршембец (II,148)
- Пининские герба Ястршембец (II,148)
- Пинские герба Бродзиц (I,100)
- Пинтовские герба Гржимала (II,91)
- Плахецкие герба Гаубицкий (II,125)
- Плончинские герба Глаубич (II,46)
- Пневские герба Ястршембец (II,148)
- Погорские герба Лелива (VI,139)
- Подлёдовские герба Янина (II,137)
- Пожарыские герба Белты (I,57)
- Познанские герба Божаволя 2 (I,93)
- Позовские герба Дембно (I,150)
- Покршивницкие герба Боньча (I,72)
- Полетилов (графский род) (II,13)
- Польковские герба Ястршембец (II,148)
- Поплавские герба Држевица (I,182)
- Поплавские герба Ястршембец (II,148)
- Порембские герба Богория (I,67)
- Поржицкие герба Домброва (I,141)
- Порчинские герба Ястршембец (II,148)
- Потворовские герба Дембно (I,150)
- Потканские герба Брохвич 2 b (I,98)
- Потулицкие герба Гржимала (II,91)
- Пражмовские герба Белина (I,49)
- Прокули герба Ястршембец (II,148)
- Прондзынские герба Гржимала (II,91)
- Проневичи герба Долэнга (I,159)
- Пршедпелские герба Ястршембец (II,148)
- Пршерадзкие герба Ясенчик (II,141)
- Пршибыславские герба Ясенчик (II,141)
- Пршибышевские герба Гржимала 2 (II,100)
- Псарские герба Ястршембец (II,148)
- Пстроконские герба Будзиш или Папарона (I,107)
- Пуржицкие герба Долива (I,152)
- Пшонки герба Янина (II,137)
- Пщулковские герба Ястршембец (II,148)
- Пюры герба Боньча (I,72)
- Пясецкие герба Янина (II,137)

## Р
- Радзйнтсковские герба Габданк (II,108)
- Радонские герба Габданк (II,108)
- Радонские герба Ясенчик (II,141)
- Райские (Рейские) герба Дубениц (I,185)
- Рамотовские герба Дрогомир (I,175)
- Раставецкие (баронский род) (II,19)
- Рашевские герба Гржимала (II,91)
- Рашовские герба Гржимала (II,91)
- Регульские герба Фальк (II,29)
- Реклевские герба Гоздава 2 (II,67)
- Рембишевские герба Ястршембец (II,148)
- Ржеховские герба Домброва (I,141)
- Ржечицкие герба Янина (II,137)
- Ржечковские герба Божаволя (I,92)
- Ржимские герба Бродзиц (I,100)
- Ровинские герба Божаволя (I,92)
- Рогальские герба Бодзец (I,201)
- Роговские герба Ястршембец (II,148)
- Рогозинские герба Габданк (II,108)
- Рогойские герба Брохвич 2 (I,97)
- Роик герба Брохвич 3 (I,97)
- Роздражевские герба Долива (I,152)
- Розены герба Грифоруж (II,75)
- Рокоссовские герба Глаубич (II,46)
- Ростковские герба Домброва (I,141)
- Ротарские герба Гриф (II,79)
- Роткевичи герба Ястршембец (II,148)
- Рошкевичи герба Гоздава 4 (II,69)
- Рудзские герба Габданк (II,108)
- Рудницкие герба Ястршембец (II,148)
- Рутковские герба Боньча (I,72)
- Рутковские герба Боньча 3 (I,85)
- Рутье герба Бойомир (I,70)
- Рыковские герба Долива (I,152)

## С
- Савинские герба Долива (I,152)
- Салиши герба Дзялоша 2 (I,188)
- Сарновские герба Ястршембец (II,148)
- Сасиновские герба Ястршембец (II,148)
- Свёнтецкие герба Ястршембец (II,148)
- Свенцицкие герба Ястршембец (II,148)
- Свержевские герба Грабе (II,70)
- Светоховские герба Долэнга (I,159)
- Свешевские герба Грабе (II,70)
- Севруки герба Гоздава (II,57)
- Семёнтковкие (Сементковские) герба Ястршембец (II,148)
- Семяновские герба Гржимала (II,91)
- Сендзиковские герба Ястршембец (II,148)
- Сенницкие герба Боньча (I,72)
- Сераковские герба Долэнга (I,159)
- Сераковские (графский род) (II,15)
- Сершпутовские герба Домброва (I,141)
- Сикорские герба Цетршев (I,130)
- Сильницкие герба Долива (I,152)
- Скарбки (Скарбеки) герба Габданк (II,108)
- Скаржинские герба Боньча (I,72)
- Скаржинские герба Боньча 4 (I,86)
- Склодовские герба Долэнга (I,159)
- Склодовские герба Ястршембец (II,148)
- Скомпские герба Долива (I,152)
- Скотницкие герба Богория (I,67)
- Скочинские герба Гржимала (II,91)
- Скршетуские герба Ястршембец (II,148)
- Скршинецкие герба Боньча (I,72)
- Скршишовские герба Гриф (II,79)
- Скубневские герба Ястршембец (II,148)
- Скупевские герба Белина 3 (I,56)
- Скупи герба Белина (I,49)
- Скупинские герба Белина (I,49)
- Скуржевские герба Дрогослав (I,176)
- Скурские герба Ястршембец (II,148)
- Славенцкие герба Ястршембец (II,148)
- Слешинские герба Долива (I,152)
- Сливовские герба Ясенчик (II,141)
- Слодковские герба Гнешава (II,49)
- Сломовские герба Гржимала 3 (II,101)
- Слонки герба Габданк (II,108)
- Слуцкие герба Долэнга (I,159)
- Сляские герба Гржимала (II,91)
- Смёдовские герба Ястршембец (II,148)
- Смеховские герба Белты (I,57)
- Смольские герба Араж (I,41)
- Смосарские герба Янина (II,137)
- Снеховские герба Белты (I,57)
- Собеские герба Янина 2 (II,140)
- Соецкие герба Гржимала (II,91)
- Соколовские герба Гоздава (II,57)
- Соколовские герба Холева (I,119)
- Сокольницкие герба Ястршембец (II,148)
- Соснковские герба Годзьмба(II,50)
- Сосновские герба Годзьмба(II,50)
- Ставиские герба Гоздава (II,57)
- Стальковские герба Глосков (II,48)
- Стано герба Гоздава (II,57)
- Старжинские (графский род) (II,17)
- Старчевские герба Ястршембец (II,148)
- Стемпинские герба Боньча 2 (I,84)
- Стемпчинские герба Долива (I,152)
- Стоинские герба Янина (II,137)
- Стоковские герба Држевица (I,182)
- Стронские герба Долива (I,152)
- Струпчевские герба Ястршембец (II,148)
- Стршелецкие герба Ястршембец (II,148)
- Стршембоши герба Ястршембец (II,148)
- Стршижовские герба Гоздава (II,57)
- Сулимовские герба Дембно (I,150)
- Сулинские герба Ястршембец (II,148)
- Сулоцкие герба Гоздава (II,57)
- Сутовские герба Побуг
- Суходольские герба Габданк (II,108)
- Суходольские герба Янина (II,137)
- Суходольские (графский род) (II,18)
- Сухорские герба Ястршембец (II,148)

## Т
- Табачинские герба Грабе (II,70)
- Табенцкие герба Домброва 2 (I,147)
- Табульские герба Белина (I,49)
- Танские герба Ястршембец (II,148)
- Тафиловские герба Габданк (II,108)
- Тачановские герба Ястршембец (II,148)
- Тележинские герба Гоздава (II,57)
- Тлуховские герба Холева (I,119)
- Томашевские герба Боньча (I,72)
- Точиловские герба Габданк (II,108)
- Точиские герба Габданк (II,108)
- Тржебинские герба Габданк 2  (II,120)
- Трушковские герба Боньча (I,72)
- Трушковские герба Дрогослав (I,176)
- Тршепинские герба Ястршембец (II,148)
- Тршцинские герба Долэнга (I,159)
- Туржанские герба Гржимала 3 (II,101)
- Туробойские герба Боньча (I,72)
- Турские герба Долэнга (I,159)
- Турчиновичи герба Гоздава (II,57)
- Тыкель герба Холевец (I,205)

## У
- Убыши герба Холева (I,119)
- Уейские герба Гриф (II,79)
- Уздовские герба Боньча (I,72)
- Улятовские герба Ястршембец (II,148)
- Уминские (Уманские) герба Холева (I,119)
- Унержинские герба Ястршембец 4 (II,189)
- Унешовские герба Янина (II,137)
- Тарановские герба Белина

## Ф
- Фальковские герба Долива (I,152)
- Фиалковские герба Чарноврон (I,208)
- Фонроберт герба Дрогодар (I,219)
- Фонтана (герб) (II,30)
- Франкенберги герба Гржимала 2 (II,100)
- Фредры герба Боньча (I,72)
- Фрезеры герба Алябанда (I,37)
- Фрейберг (II,204)
- Френкель (II,203)
- Френцель (II,31)
- Фризе (герб) (II,33)
- Фричи (II,32)

## Х
- Хамские герба Гриф (II,79)
- Хамские герба Ястршембец (II,148)
- Харчевские герба Холева (I,119)
- Хелстовские герба Ястршембец (II,148)
- Хлаповские герба Дрыя (I,179)
- Хлусовичи герба Гоздава 2 (II,67)
- Хлюдзинские герба Холева 2 (I,126)
- Хмелевские (Хмелёвские) герба Ястршембец (II,148)
- Хмелецкие герба Боньча (I,72)
- Ходаковские герба Долэнга (I,159)
- Холевицкие герба Холева (I,119)
- Хондзынские герба Циолек (I,132)
- Хоржевские герба Габданк (II,108)
- Храповицкие герба Гоздава (II,57)
- Христиани герба Ярослав (II,217)
- Хроневские герба Гриф 3 (II,88)
- Хроновские герба Гриф (II,79)
- Хросцеховские герба Боньча (I,72)
- Худзынские герба Холева (I,119)
- Хылевские герба Ястршембец (II,148)
- Хылинские герба Ястршембец (II,148)
- Хычевские герба Хрыницкий (I,128)

## Ц
- Цвалины (Чвалины) герба Годзьмба(II,50)
- Целеские герба Долива (I,152)
- Цёлковские герба Ястршембец (II,148)
- Цешевские герба Ястршембец (II,148)
- Цешковские герба Долэнга (I,159)

## Ч
- Чайковские герба Дембно (I,150)
- Чайковские герба Ястршембец (II,148)
- Чаки герба Скандербек или Александр-Пан (I,38)
- Чапевские герба Ястршембец (II,148)
- Чарковские герба Габданк (II,108)
- Чарновские герба Грабе (II,70)
- Чарнолуские герба Циолек (I,132)
- Чарномские герба Ястршембец (II,148)
- Червяковские герба Червня (I,137)
- Черминские герба Холева (I,119)
- Чернявские герба Ястршембец (II,148)
- Чеховские герба Белина (I,49)
- Чижевичи герба Дрыя (I,179)
- Чижевские герба Дрыя (I,179)
- Чохрон (I,138)
- Чижаковские (I,139)

## Ш
- Шабловские герба Боньча (I,72)
- Шаревичи герба Боньча (I,72)
- Швенцкие герба Губена (II,212)
- Шимонские герба Ястршембец (II,148)
- Шодуар (I,118)
- Шоломицкие герба Гипоцентавр
- Штембарты герба Годзьмба2 (II,54)
- Шульцы герба Гольницкий (II,216)
- Шумковские герба Илговский (II,133)

## Щ
- Щепанские герба Долэнга (I,159)
- Щепковские герба Ястршембец (II,148)
- Щипёрские герба Грабе (II,70)
- Щуки герба Грабе (II,70)

## Э
- Эйхлеры герба Дембник (I,213)
- Эминовичи герба Долэнга (I,159)
- Эстко герба Эсткен (II,28)

## Ю
- Юрковские герба Ястршембец (II,148)
- Юшинские герба Гарчинские (II,35)

## Я
- Яблоновские герба Гржимала (II,91)
- Яблоновские (княжеский род) (I, 1)
- Яблонские герба Боньча (I,72)
- Яблонские герба Домброва (I,141)
- Яблонские герба Ясенчик (II,141)
- Яворницкие герба Гоздава (II,57)
- Язвинские герба Гржимала (II,91)
- Якобсоны герба Едлина (II,198)
- Якубовичи-Пасхалисы герба Якубович (II,135)
- Якубовские (II,136)
- Ялбржиковские герба Грабе (II,70)
- Ямёлковские герба Долива (I,152)
- Яниковские герба Ястршембец (II,148)
- Янковские герба Гоздава (II,57)
- Янковские герба Ястршембец (II,148)
- Яновские герба Ястршембец (II,148)
- Янские герба Долива (I,152)
- Яроцинские герба Ястршембец (II,148)
- Ясенские герба Ясенчик (II,141)
- Ясенские (Ясинские) герба Долэнга (I,159)
- Ясинские герба Ясён (II,218)
- Ясликовские герба Ястршембец (II,148)
- Ястршембские герба Ястршембец (II,148)
- Яськовские герба Ясенчик (II,141)
- Ячинские герба Ястршембец 5 (II,190)